# Jim Broadbent

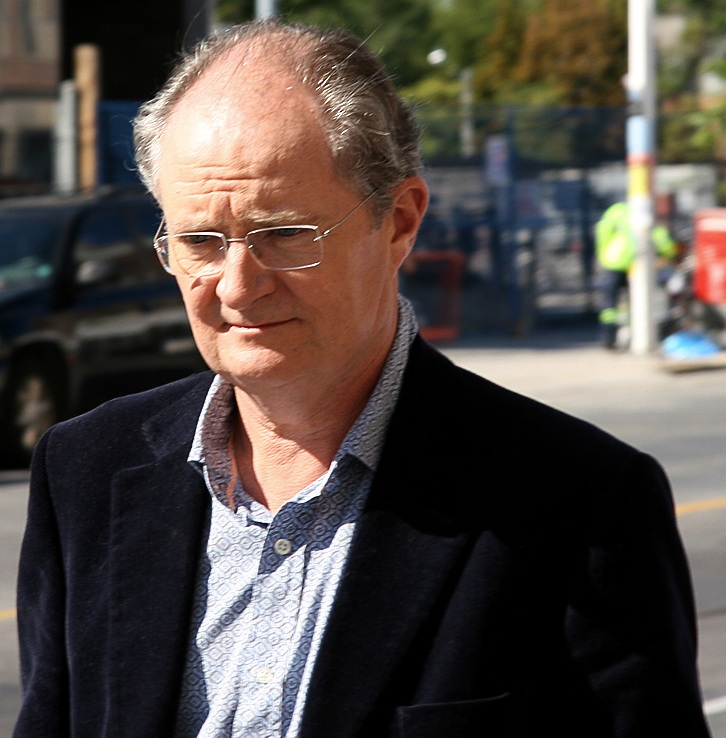
Jim Broadbent 2007 in Toronto

James „Jim“ Broadbent (* 24. Mai 1949 in Lincoln) ist ein britischer Schauspieler und Oscar-Preisträger.

## Leben und Karriere
Broadbent wurde in Lincoln als Sohn von Doreen „Dee“ und Roy Laverick Broadbent geboren. Seine Zwillingsschwester starb bereits bei der Geburt. Seine Eltern gründeten eine regionale Schauspielgruppe. Broadbent besuchte die Schule in Reading und ging nach dem College nach London, wo er ein Schauspielstudium an der London Academy of Music and Dramatic Art (LAMDA) absolvierte. Anschließend war er Theaterschauspieler am Royal National Theatre und bei der Royal Shakespeare Company, wo er in zahlreichen Theaterstücken in verschiedenen Rollen auftrat. Heute zählt er zu den herausragenden Charakterdarstellern des britischen Theaters.
Sein Filmdebüt hatte Broadbent 1978 in einer Nebenrolle in dem Horrorfilm Der Todesschrei. In den 1980er Jahren gewann er als Filmschauspieler zunehmend Popularität und war in verschiedenen Filmen wie Time Bandits, The Hit und Brazil zu sehen. In den 1990ern folgten weitere Filmproduktionen wie Life is Sweet, Verzauberter April, Ein Fall für die Borger und Topsy-Turvy – Auf den Kopf gestellt. Als Fernsehdarsteller war er in den britischen Produktionen wie Blackadder und Doctor Who zu sehen.
Broadbent erhielt 2001 für seine Rolle in dem Drama Iris einen Oscar in der Kategorie Bester Nebendarsteller. Er spielte den Ehemann von Iris Murdoch, verkörpert von Judi Dench. 2008 spielte er in Indiana Jones und das Königreich des Kristallschädels die Rolle des Dean Charles Stanforth. 2009 und 2011 war er in den Harry-Potter-Filmen Harry Potter und der Halbblutprinz und Harry Potter und die Heiligtümer des Todes – Teil 2 in der Rolle des Professor Horace Slughorn zu sehen. Von der Bishop Grosseteste Universität in Lincoln erhielt Broadbent 2016 einen Ehrendoktor als Anerkennung seiner schauspielerischen Leistungen. Im Sommer 2017 war Broadbent in der Rolle des Erzmaesters in der siebten Staffel der US-Serie Game of Thrones zu sehen.
Seit 1987 ist Broadbent mit der Theaterdesignerin und Zeichnerin Anastasia Lewis verheiratet.
In seiner Geburtsstadt gibt es ein kleines Theater, für dessen Umbau aus einer ehemaligen Methodistenkapelle sein Vater die Mittel zur Verfügung stellte. Roy Laverick Broadbent starb kurz nach der Eröffnung des Theaters, um ihn zu ehren wurde das Theater zum „The Broadbent Theatre“ umbenannt.

## Filmografie
- 1978: Der Todesschrei (The Shout)
- 1981: Time Bandits
- 1981: Die Hunde des Krieges (The Dogs of War)
- 1983: Blackadder (Fernsehserie, 1 Folge)
- 1984: The Hit
- 1984: The Man Who Shot Christmas
- 1985: Brazil
- 1985: Die Liebe eines Vaters (The Good Father)
- 1987: Superman IV – Die Welt am Abgrund (Superman IV – The Quest for Peace)
- 1988: Blackadder’s Christmas Carol (Fernsehfilm)
- 1988: Die unglaublichen Geschichten von Roald Dahl  (Tales of the Unecpected, Fernsehserie, 1 Folge)
- 1989: Erik der Wikinger (Erik the Viking)
- 1990: Life is Sweet
- 1991: Verzauberter April (Enchanted April)
- 1992: The Crying Game
- 1992: Inspektor Morse, Mordkommission Oxford (Inspector Morse, Fernsehserie, 1 Folge)
- 1994: Die Witwen von Widows Peak (Widows’ Peak)
- 1994: Prinzessin Caraboo (Princess Caraboo)
- 1994: Bullets Over Broadway
- 1995: Richard III. (Richard III)
- 1995: Wilder Zauber (Rough Magic)
- 1996: Joseph Conrads Der Geheimagent (The Secret Agent)
- 1997: Fräulein Smillas Gespür für Schnee (Smilla’s Sense of Snow)
- 1997: Ein Fall für die Borger (The Borrowers)
- 1998: Little Voice
- 1998: Mit Schirm, Charme und Melone (The Avengers)
- 1999: Topsy-Turvy – Auf den Kopf gestellt (Topsy-Turvy)
- 1999: Doctor Who: The Curse of Fatal Death (Kurzfilm)
- 2001: Bridget Jones – Schokolade zum Frühstück (Bridget Jones’s Diary)
- 2001: Moulin Rouge (Moulin Rouge!)
- 2001: Iris
- 2002: Gangs of New York
- 2002: Churchill – The Gathering Storm (The Gathering Storm)
- 2002: Nicholas Nickleby
- 2003: The Young Visiters (Fernsehfilm)
- 2003: Pancho Villa – Mexican Outlaw (And Starring Pancho Villa as Himself)
- 2004: In 80 Tagen um die Welt (Around the World in 80 Days)
- 2004: Bridget Jones – Am Rande des Wahnsinns (Bridget Jones: The Edge of Reason)
- 2004: Vera Drake
- 2004: Vanity Fair – Jahrmarkt der Eitelkeit (Vanity Fair)
- 2004: Robots
- 2005: Die Chroniken von Narnia: Der König von Narnia (The Chronicles of Narnia: The Lion, the Witch and the Wardrobe)
- 2006: Die Moormörderin von Manchester (Longford, Fernsehfilm)
- 2006: Art School Confidential
- 2007: Hot Fuzz – Zwei abgewichste Profis (Hot Fuzz)
- 2007: Die Zeit, die uns noch bleibt (And When Did You Last See Your Father?)
- 2008: Tintenherz (Inkheart)
- 2008: Indiana Jones und das Königreich des Kristallschädels (Indiana Jones and the Kingdom of the Crystal Skull)
- 2009: Harry Potter und der Halbblutprinz (Harry Potter and the Half-Blood Prince)
- 2009: Victoria, die junge Königin (The Young Victoria)
- 2009: The Damned United – Der ewige Gegner (The Damned United)
- 2009: Kopfgeld – Perrier’s Bounty (Perrier’s Bounty)
- 2010: Another Year
- 2011: Harry Potter und die Heiligtümer des Todes – Teil 2 (Harry Potter and the Deathly Hallows: Part 2)
- 2011: Die Eiserne Lady (The Iron Lady)
- 2012: Cloud Atlas
- 2013: Drecksau (Filth)
- 2013: Der große Eisenbahnraub 1963
- 2013: Unter Beobachtung (Closed Circuit)
- 2013: Le Weekend
- 2014: Big Game – Die Jagd beginnt (Big Game)
- 2014: Paddington
- 2014: Rettet Weihnachten! (Get Santa)
- 2015: Das Wetter in geschlossenen Räumen
- 2015: Brooklyn – Eine Liebe zwischen zwei Welten (Brooklyn)
- 2015: The Lady in the Van
- 2015: London Spy (Fernsehserie, 5 Episoden)
- 2016: Legend of Tarzan (The Legend of Tarzan)
- 2016: Bridget Jones’ Baby (Bridget Jones’s Baby)
- 2016: Eddie the Eagle – Alles ist möglich (Eddie the Eagle)
- 2017: Vom Ende einer Geschichte (The Sense of an Ending)
- 2017: Game of Thrones (Fernsehserie, 4 Episoden)
- 2017: Paddington 2
- 2018: King Lear
- 2018: Ein letzter Job (King of Thieves)
- 2018: Black 47 (Black ’47)
- 2020: Die fantastische Reise des Dr. Dolittle (Dolittle)
- 2020: The Duke
- 2020: Six Minutes to Midnight
- 2021: Charlotte
- 2021: Ein Junge namens Weihnacht
- 2023: Die unwahrscheinliche Pilgerreise des Harold Fry (The Unlikely Pilgrimage of Harold Fry)
- 2024: My Lady Jane (Fernsehserie)
- 2024: Der Herr der Ringe: Die Ringe der Macht (The Lord of the Rings: The Rings of Power, Fernsehserie, Episode 2x04, Stimme)
- 2024: Paddington in Peru
- 2025: Bridget Jones – Verrückt nach ihm (Bridget Jones: Mad About the Boy)

## Synchronsprecher
Für die deutsche Synchronisation seiner Auftritte wurde Broadbent meistens von Frank-Otto Schenk gesprochen. In der Vergangenheit wurde er auch von Horst Sachtleben vertont.

## Auszeichnungen

### Oscar
- 2002: Auszeichnung als Bester Nebendarsteller für Iris

### Golden Globe
- 2002: Auszeichnung als Bester Nebendarsteller für Iris
- 2003: Nominierung als Bester Nebendarsteller – Serie, Mini–Serie oder TV–Film für Churchill – The Gathering Storm
- 2008: Auszeichnung als Bester Hauptdarsteller – Mini-Serie oder TV–Film für Die Moormörderin von Manchester

### British Academy Film Award
- 2000: Nominierung als Bester Hauptdarsteller für Topsy-Turvy – Auf den Kopf gestellt
- 2002:  Nominierung als Bester Hauptdarsteller für Iris
- 2002: Auszeichnung als Bester Nebendarsteller für Moulin Rouge
- 2012: Nominierung als Bester Nebendarsteller für Die Eiserne Lady

### British Academy Television Award
- 2004: Nominierung als Bester Hauptdarsteller für The Young Visiters
- 2007: Auszeichnung als Bester Hauptdarsteller für Die Moormörderin von Manchester

### Emmy
- 2002: Nominierung als Bester Nebendarsteller in einer Miniserie oder Fernsehfilm für Churchill – The Gathering Storm
- 2007: Nominierung als Bester Hauptdarsteller in einer Miniserie oder Fernsehfilm für Die Moormörderin von Manchester

### Satellite Award
- 2007: Nominierung als Bester Darsteller in einer Miniserie oder einem Fernsehfilm für Die Moormörderin von Manchester

### British Independent Film Award
- 2000: Nominierung als Bester Hauptdarsteller für Topsy-Turvy – Auf den Kopf gestellt
- 2006: Richard Harris Award (Ehrenpreis)
- 2007: Nominierung als Bester Hauptdarsteller für Die Zeit die uns noch bleibt
- 2009: Nominierung als Bester Nebendarsteller für The Damned United – Der ewige Gegner
- 2010: Nominierung als Bester Hauptdarsteller für Another Year